# Pristimantis quicato
Espèce
Pristimantis quicato est une espèce d'amphibiens de la famille des Craugastoridae.

## Répartition
Cette espèce est endémique du département de Valle del Cauca en Colombie. Elle se rencontre à Palmira entre 2 600 et 2 900 m d'altitude dans la cordillère Centrale.

## Publication originale
- Ospina-Sarria, Mendez-Narvaez, Burbano-Yandi & Bolívar-García, 2011 : A new species of Pristimantis (Amphibia:Craugastoridae) with cranial crests from the Colombian Andes. Zootaxa, no 3111, p. 37-48.